# Nasonovia cynosbati
Nasonovia cynosbati är en insektsart som först beskrevs av Oestlund 1887.  Nasonovia cynosbati ingår i släktet Nasonovia och familjen långrörsbladlöss. Inga underarter finns listade i Catalogue of Life.